# Les femmes s'en mêlent
Les femmes s’en mêlent (LFSM) est un festival itinérant ouvert à un large éventail de musiques, se déroulant dans plusieurs villes. Il met en valeur des artistes de la scène féminine de rock et musiques indépendantes.

## Objectif du festival
C’est un festival ouvert à un éventail de musiques allant du rock à l'électro en passant par le folk, la samba, le blues, le hip-hop, le shoegazing ou le rock psychédélique. Il met en valeur des artistes de la scène rock féminine et indépendante. Le festival prend soin également d’associer dans sa programmation des figures marquantes et historiques, et de « jeunes pousses ».
L'organisation du festival ne correspond pas initialement à une volonté politique d'agir en faveur de l'égalité hommes / femmes, mais de mettre en exergue la création féminine. Le festival a également organisé une soirée en hommage aux Pussy Riot, et il est associé depuis quelques années à une organisation non gouvernementale, Women's Worldwide Web (W4), impliquée sur la promotion féminine dans le monde.

## Historique
Le festival a démarré le 8 mars 1997, une soirée à Paris organisée par Stéphane Amiel , à l’occasion de la Journée internationale des droits des femmes. Il s’appuie alors sur une programmation uniquement francophone (La Grande Sophie, Cornu, Claire Diterzi). La programmation de 1998 est également ramassée sur Paris. Puis les organisateurs décident d'étendre les spectacles sur plusieurs jours et plusieurs lieux, à Paris et en province, et, de façon plus limitée, dans des pays limitrophes, Bruxelles, Genève, etc. Et il élargit rapidement sa sélection à des artistes internationaux, dont, année après année, une filière nordique,, mais aussi des mises en avant d’artistes d’Angleterre, du Japon, d’Australie, etc., se produisant quelquefois, au grand plaisir du fondateur, pour la première fois en France. C'est « un festival pêcheur de perles », selon l’expression du critique musical Françoise-Marie Santucci.
Depuis 1997, le festival a lieu tous les ans en mars ou avril, sauf en 2000, année sans festival à la suite de l'exercice 1999 caractérisé par un déficit financier.

## Principaux groupes ou artistes par édition

### Années 1990
1997 : 1re édition
- Soirée à Paris.
- La Grande Sophie - Cornu - Claire Diterzi

1998 : 2e édition
- Quatre soirées à Paris.
- Smoke City - Pooka - Bettie Serveert - Candie prune - Spring - Dj Ilana - Barbara Power - Natalia La Tropikal' - Le Molokino - Piet.So.

1999 : 3e édition
- Deux soirées à Paris, et le festival devient itinérant : Bruxelles, Alençon, Nantes, Nancy, Lille, Colmar et Vendôme.
- Magga Stina - Meira Asher - Edith Frost - Katell Keineg - Ezther Balint - Natacha Tertone

### Années 2000
2001 : 4e édition
- Spectacles à Paris, Poitiers, Paris, Dijon, Nantes, Vendôme, Dieppe.
- Kathryn Williams - Stereo Total - Drugstore - Jennifer Charles - Anne Laplantine - Kim Gordon de Sonic Youth, jouant avec Jim O'Rourke, Ikue Mori et DJ Olive,

2002 : 5e édition
- Spectacles à Bruxelles, Paris, Saint-Ouen, Tourcoing, Arras, Évreux, Grenoble, Mulhouse et Vendôme.
- Shannon Wright - Cat Power - Robots in Disguise - Lisa Margo - Scout Niblett - Anne Clark - Oh Susanna - Valérie Leulliot - Kahimi Karie - Helena Noguerra - Gemma Hayes - Chicks on Speed - Eleni Mandell - Paula Frazer.

2003 : 6e édition
- Spectacles à Paris, Bruxelles, Genève, Tourcoing, Évreux, Grenoble, Vendôme, Amiens, Bordeaux, Dieppe, Lyon, Montpellier, Nantes et Strasbourg.
- Lisa Germano - Kim Gordon - Brigitte Fontaine - Client - Ellen Allien - Cobra Killer - Queen Adreena - An Pierlé - Eleni Mandell - Maria McKee - Suburbia - Holden - April March - Emilie Simon - ...

2004 : 7e édition
- Cinq dates parisiennes et vingt-deux en province.
- Le Tigre - Leslie Feist - Shannon Wright - Laetitia Shériff - Prototypes - Neneh Cherry - OMR - Dj Chloé - Tamara Williamson - Trespassers William - Holly Golightly - France Cartigny - Nouvelle Vague - Helena Noguerra - ...

2005 : 8e édition
- Spectacles à Paris (Nouveau Casino, Elysée Montmartre, La Maroquinerie, Café de la Danse), Lausanne, Amiens, Bordeaux, Clermont-Ferrand, Dieppe, Dijon, Grenoble, Lyon, Marseille, Nantes, Nevers, Orléans, Poitiers, Saint-Lô, Tourcoing, Vendôme.
- Regina Spektor - M.I.A. -  Sylvia Marks - Asia Argento -  50 Foot Wave de Kristin Hersh - Help She Can’t Swim - Rogers Sisters - The Go! Team - Ill Ease - Jomi Massage - Electrelane - Nina Nastasia - Kelly De Martino - Françoiz Breut - Shivaree - Martha Wainwright

2006 : 9e édition
- Spectacles à Paris, Amiens, Annecy, Bordeaux, Clermont-Ferrand, Dieppe, Dijon, Évreux, Grenoble, Lyon, Marseille, Mulhouse, Nantes, Nevers, Orléans, Poitiers, Rennes, Saint- Lô, Strasbourg, Tourcoing, Vendôme, Lausanne, Zurich.
- Mona Soyoc de Kas Product - Elli Medeiros - Isobel Campbell - Sarah Slean - Wendy McNeill.

2007 : 10e édition,
- Spectacles à Paris (Centre culturel suédois, Elysée-Montmartre et Cigale), Amiens, Nantes, Angers, ..., et Londres.
- The Slits - Cansei de Ser Sexy - Tilly And The Wall - Electrelane - Au Revoir Simone - Tender Forever- Yelle - Anaïs - Marissa Nadler - Laura Veirs - Rose Kemp ou encore l’intrigante Klima - Ginger Ale.

2008 : 11e édition 
- Spectacles à Paris, Amiens, Vendôme, Laval, Saint-Lô, Bordeaux, Reims.
- El Perro del Mar - Phoebe Killdeer - Emily Jane White - Lonely Drifter Karen - Joanne Robertson - Promise and the Monster - ...

2009 : 12e édition 
- Spectacles à Paris, Laval, Le Havre, Marseille, Riorges, Angers, Ajaccio, Vendôme, Brest, Caen, Grenoble, Clermont-Ferrand, Saint-Etienne, Feyzin, Nancy, Tourcoing, Hyères, Strasbourg, Amiens, Saint-Lô, Bordeaux, Toulouse, Valence, Metz, Barcelone, Lausanne, Madrid.
- Au Revoir Simone - Diving with Andy - Lily Frost - Frida Hyvönen - Our Broken Garden - Scary Mansion - Telepathe - Solange la Frange - les Frangipanes - The Kills - ...

### Années 2010
2010 : 13e édition 
- Spectacle à Paris et Berlin, et dans une vingtaine de villes de province, dont Ajaccio, Cluses, Laval ou La Roche-sur-Yon.
- Jenny Wilson - Lonelady - The Tiny - Taxi Taxi ! - Vuk, Dag För Dag -  ....

2011 : 14e édition 
- Spectacles à Ajaccio, Amiens, Aubenas, Belfort, Bordeaux, Brest, Clermont-Ferrand, Cluses, Grenoble, La Roche-Sur-Yon, Le Havre, Lyon, Metz, Montpellier, Nantes, Reims, Riorges, Saint-Etienne, Saint-Lô, Strasbourg, Tourcoing, Vendôme.
- Austra - Prince Miiaou - Phoebe Killdeer & The Short Straws - Clara Luzia - Anika - Serafina Steer - ...

2012 : 15e édition ,
- Spectacles à Paris (six salles, dont l’Alhambra, le Point éphémère, l’Institut suédois…) et dans 32 autres villes en province (Brive-la-Gaillarde, Arles, Feyzin, Grenoble, Mâcon, Ajaccio…).
- Dum Dum Girls - Christine and the Queens -  Dark Dark Dark - Mirel Wagner - Mensch - Thus : Owls - My Brightest Diamond - Dillon - Ela Orleans - Giana Factory - Light Asylum - Beth Jeans Houghton - ...

2013 : 16e édition ,
- Spectacles à Toulouse, Bordeaux, Lille, Paris, Grenoble, Limoges, Belfort, ...
- Skip & Die - Kaki King - Christine and the Queens - Mesparrow - Phoebe Jean - Ladylike Lily - Perrine Faillet alias Peau - ...

2014 : 17e édition ,
- Spectacles dans 36 villes : Paris, Grenoble, Belfort, Feyzin, Tours, Lille, Toulouse, Poitiers, Brest, La Roche-sur-Yon, Le Havre, Périgueux, Creuil, Besançon, Ajaccio, Aubenas, Vendôme, Bordeaux, Bourges, Strasbourg, Dijon, Hyères, Nantes, Amiens, Tourcoing, Reims, Rezé, Verneuil-sur-Avre, Carouge, Laval, Lorient, Metz, Saint-Lô, Clermont-Ferrand, La Rochelle, Toulouse.
- Liz Green - Cults - Emily Jane White - Angel Olsen - Karol Conka - Lorelle Meets the Obsolete - Nadine Shah - Suzanne Combo - Léonie Pernet  - Julianna Barwick -...

2015 : 18e édition 
- Spectacles dans 36 villes : Paris, Belfort, Grenoble, Lille, Saint-Lô, Bordeaux, Hyères, Amiens, Rennes, Pau, Carouge, Allonnes, Vendôme, La Roche-sur-Yon, Lorient, Limoges, Bordeaux, Nantes, Lyon, Roubaix, Brest, Metz, Périgueux, Verneuil-sur-Avre, Annecy, Le Havre, Coustellet, Strasbourg, Agen, Castres, Riorges.
- Andrea Balency, Berbieturix, CAR, Cléa Vincent, Cosmetics, Courtney Barnett, Findlay, Gazelle Twin, Jeanne Added, Jenny Lysander, Jessica Pratt, Lidwine, Little Simz, Mansfield TYA, Maud Geffray, Rachael Dadd, Robi, RONiiA, Sallie Ford, Shopping, Solange La Frange, Yhis Is The Kit, Véronique Vincent & Aksak Maboul, YELLI YELLI, Your Fault -...

### Années 2020
2021 : 23e édition
- Drab City, Natalie Bergman, La Battue, Luha, Kaki King, Brisa Roché, Maya Kamati, Minuit Machine, Glitter, Sama’Abdulhadi, Fred Fortuny, Denys & The Roses, Ottis Cœur, Good Morning TV, Black Sea Dahu, Sophia Kennedy, Gustaf, Dope Saint Jude, Tracy De Sa, Les Vulves Assassines, MZA Live, Léa Occhi, Eloi, Oxytocine, Venus Club, Sônge live dj set, Zinée, Cœur, Go Go Go, Romane Santarelli, Regina Demina, Séverine Daucourt, Laura Cahen, Coline Rio, Ausgang, Suzanne Belaubre

### Articles de journaux
- Philippe Brochen et Christian Losson, « «Les femmes s’en mêlent» : filles dans le vent », Libération,‎ 15 mars 2015, p. 24-25 (lire en ligne).
- Gilles Renault, « Les Femmes déménagent. », Libération,‎ 21 mars 2014, p. 28 (lire en ligne).
- Stéphane  Davet, « Les femmes s’en mêlent. », Le Monde,‎ 16 mars 2013 (lire en ligne).
- Rédaction Le Monde, « Du 20 mars au 1er avril, dans 33 villes de France. », Le Monde,‎ 22 mars 2012 (lire en ligne).
- Gilles Renault, Christian Losson et Sophian Fanen, « Les femmes s’en mêlent : en «la» majeures. », Libération,‎ 18 mars 2013 (lire en ligne).
- Gilles Renault, « Un petit mouvement de résistance artistique. », Libération,‎ 20 mars 2012 (lire en ligne).
- Eléonore Colin, « Quand Les Femmes s'en mêlent, on se tait et on écoute. », Télérama, no 3244,‎ 20 mars 2012 (lire en ligne).
- Christian Losson, « Les Femmes s’en mêlent: on fait le tri. », Libération,‎ 23 mars 2011 (lire en ligne).
- Igor Hansen-Løve, « 5 questions au programmateur des Femmes s'en mêlent », L’Express,‎ 24 mars 2010 (lire en ligne).
- Gilles Renault et Christian Losson, « Tout feu, toutes femmes.. », Libération,‎ 23 mars 2010 (lire en ligne).
- Antoine Maire, « Les femmes s’en mêlent aux manettes. », Libération,‎ 18 avril 2009 (lire en ligne).
- Gilles Renault et Sophian Fanen, « La flamme des femmes. », Libération,‎ 16 avril 2008 (lire en ligne).
- Géraldine Sarratia, « 10ème édition des Femmes s’en Mêlent : toutes en scène !. », Les Inrocks,‎ 18 avril 2007 (lire en ligne).
- Gilles Renault (2), « Dix éditions, dix coups de cœur. », Libération,‎ 18 avril 2007 (lire en ligne).
- Gilles Renault (1), « Féminin pluriel. », Libération,‎ 18 avril 2007 (lire en ligne).
- Françoise-Marie Santucci, « Les Femmes s'en mêlent, joli lot. », Libération,‎ 24 avril 2006 (lire en ligne).
- Gilles Renault et Françoise-Marie Santucci, « Quelques flammes aux Femmes s'en mêlent. », Libération,‎ 2 mai 2005 (lire en ligne).
- Odile de Plas, « La discrimination positive appliquée au rock. », Le Monde,‎ 28 avril 2005 (lire en ligne).
- Gilles Renault, « D'Amiens à Marseille, des filles à l'appel. », Libération,‎ 22 avril 2005 (lire en ligne).
- Géraldine Sarratia, « Les Femmes s’en mêlent et tournent en France!. », Les Inrocks,‎ 21 avril 2005 (lire en ligne).
- Françoise-Marie Santucci, « Un festival pêcheur de perles. », Libération,‎ 27 avril 2004 (lire en ligne).
- Gilles Renault, « Eternel Féminin. », Libération,‎ 25 avril 2003 (lire en ligne).
- Stéphane  Davet, « Figures historiques et nouvelles égéries du rock se rencontrent aux Femmes s'en mêlent. », Le Monde,‎ 25 avril 2003 (lire en ligne).
- Bruno Masi, « Musique au féminin. », Libération,‎ 30 avril 2002 (lire en ligne).
- Alexis Bernier, « Girl's Power. », Libération,‎ 20 mars 2001 (lire en ligne).

### Sources sur le web
- « Interview Stéphane Amiel – les femmes s’en mêlent », sur le site de Hartzine, 2009.
- « Stéphane Amiel, Directeur artistique, Les femmes s'en mêlent », sur le site de http://www.nosfestivals.fr, 2013.
- Alexandre Héraud, « Spéciale "Femmes s'en mêlent" + Claire Castillon + Denis Legat », Ouvert la nuit, sur le site de France Inter, 2013.